# متحف الباستا

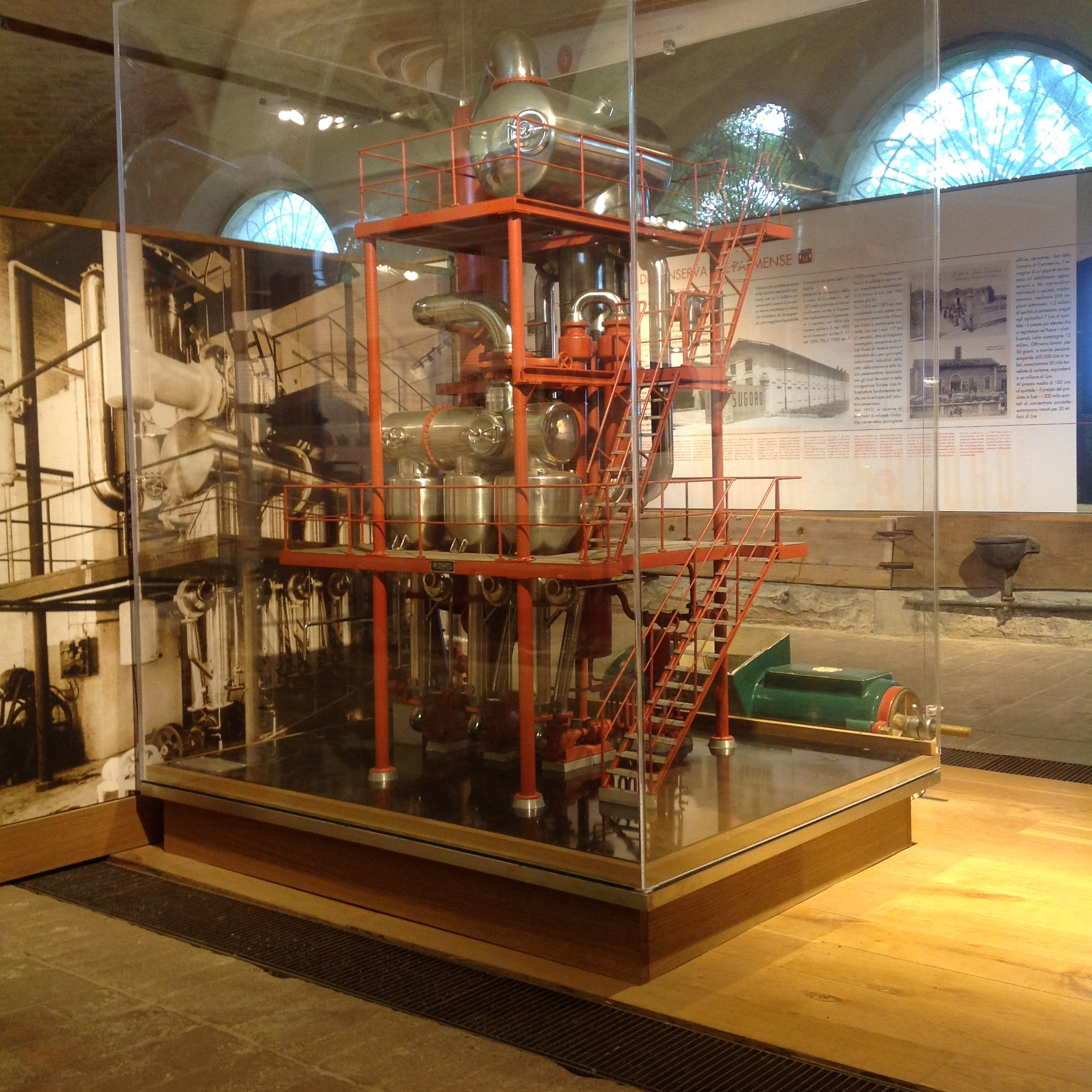
إحدى المعروضات في متحف الباستا، بارما

متحف باستا (في الإيطالية؛ Museo della pasta) هو متحف تاريخي-إنثوغرافي (والمقصود متحف يبحث في أمور الناس والحضارة) إيطالي مخصص للمعكرونة. يقع في الحيّز القرويّ «كورتي دي چيارولا»، بين مدينة كوليكيو وقرية أوزانو تارو، في مقاطعة بارما، وهي منطقة متخصصة عبر التاريخ في إنتاج ومعالجة المعكرونة. يندمج المتحف مع متحف الطماطم (Museo del pomodoro) في المساحة نفسها.
'تاريخ المتحف'
في عام 2001، تم تأسيس لجنة تعزيز المتاحف الغذائية، وابتداءً من عام 2003 و2004، تعاونت اللجنة مع رابطة متاحف الأغذية في مقاطعة بارما، التي جمعت بين مقاطعة بارما، وكومونات سوراغنا، ولانغيرانو وكوليكيو، وقد أدى ذلك إلى إطلاق مشروع إنشاء متحف في كورت دي جيارولا، وهو عبارة عن مبنى عام، ومحكمة قروية ريفية من القرون الوسطى. يتقاسمان متحف الباستا ومتحف الطماطم الحيّز المذكور.
الافتتاح
تم افتتاح المتحف في 10 مايو 2014 بالتزامن مع مؤتمر مخصص لـ "La pasta tra storia، cultura e gastronomia أي: "المعكرونة: التاريخ والثقافة وفن الطهي" وكان من بين المدعوين إيتوري چواتيلي والشاعر إتيليو برتولوتشي ورجل الأعمال بيترو باريلا، والمنسق الإيطالي للمتاحف الغذائية وصحفي الطعام الشهير دافيد باوليني.
أقسام المعرض
ينقسم متحف الباستا إلى ستة أقسام. يصف القسم الأول بواسطة سلسلة من الألواح والوثائق وأدوات الزراعة القديمة التطور التاريخي لتقنيات زراعة الحبوب. وتوضح القاعة الثانية، من خلال الألواح وإعادة بناء الطاحونة، التطور التاريخي لعملية الطحن. القسم الثالث فيه المنتجات والمخابز. توضح القاعة الرابعة، من خلال مجموعة من الأدوات المنزلية الصغيرة قديمة، تقنيات إعداد المعكرونة محلية الصنع والأحجام المختلفة للمعكرونة. والقاعة الخامسة مستوحاة من مصنع للمعكرونة الصناعية يعود تاريخه إلى أوائل القرن التاسع عشر. تحتوي هذه القاعة على الآلات القديمة، وتقنيات تصنيع المعكرونة الصناعية وطرق تشكيل أكثر من مائة نوع. وأخيرًا، تركز القاعة السادسة على عرض الثقافة الغنية بالمعكرونة في إيطاليا وذلك من خلال اللوحات، والبطاقات البريدية، والنشرات الإعلانية، واللوحات، والطوابع، والكتالوجات.